# Отоманска банка
Отоманската имперска банка (на френски: Banque Impériale Ottomane) е емисионната банка на Османската империя с основна роля в кредитирането, инвестициите и финансовото управление в последните шест десетилетия от съществуването ѝ (1863 – 1922).

## В Османската империя
Отоманската банка е учредена през 1856 година с британски капитали и лиценз да оперира в Цариград съгласно плановете за реформи в Османската империя, задействани след края на Кримската война. Чрез краткосрочни заеми помага на османското правителство да преодолее финансовите затруднения и през 1863 година, с вливането на френски капитали, е преобразувана в „Имперска отоманска банка“ с ключови привилегии: изключително право за издаване на банкноти със златно покритие, обслужване на външните задължения на Империята (срещу комисиона) и извършване на повечето ѝ финансови трансакции.
През 1883 година – след османския банкрут от 1876, поражението във войната с Русия през 1878 и учредяването на чуждестранно управление на османския публичен дълг през 1881 – на Отоманската банка се пада 50 % дял от монопола върху тютюна в империята. Банката държи този печеливш бизнес до 1925.
По това време (80-те години на XIX век), с намаляването на британските дялове, френското участие в банката става доминиращо.
До Първата световна война Отоманската банка държи първенство в търговията с османски облигации. Спомага френските инвестиции в железници, пристанища, минно дело и други сектори от инфраструктурата и икономиката на Империята. Към 1913 година държи над 80 клона в османските територии. През 1915, скоро след включването на Империята в световната война, емисионните права на Отоманската банка са суспендирани.

## В Република Турция
Отоманската банка губи окончателно привилегированите си позиции с мирния договор в Лозана (1923) и основаването на Централната банка на Турция (1931). Продължава да функционира като търговска банка до 2001 година.

## В България
Отоманската банка открива свои филиали в българските земи още до Освобождението. Разполага с клонове в Русе (1875 – 1880), Пловдив (1878 – 1899), София (1890 – 1899) и Варна (1880 – 1882). До края на 80-те години е водещият кредитор в Княжество България. Финансира кредитни дружества и фабрики, но главно валутната търговия и износа на зърно. През 1899 година прекратява дейността си в България след поредица от лоши реколти, които свиват печалбите от зърнения експорт.